# Samer (namn)

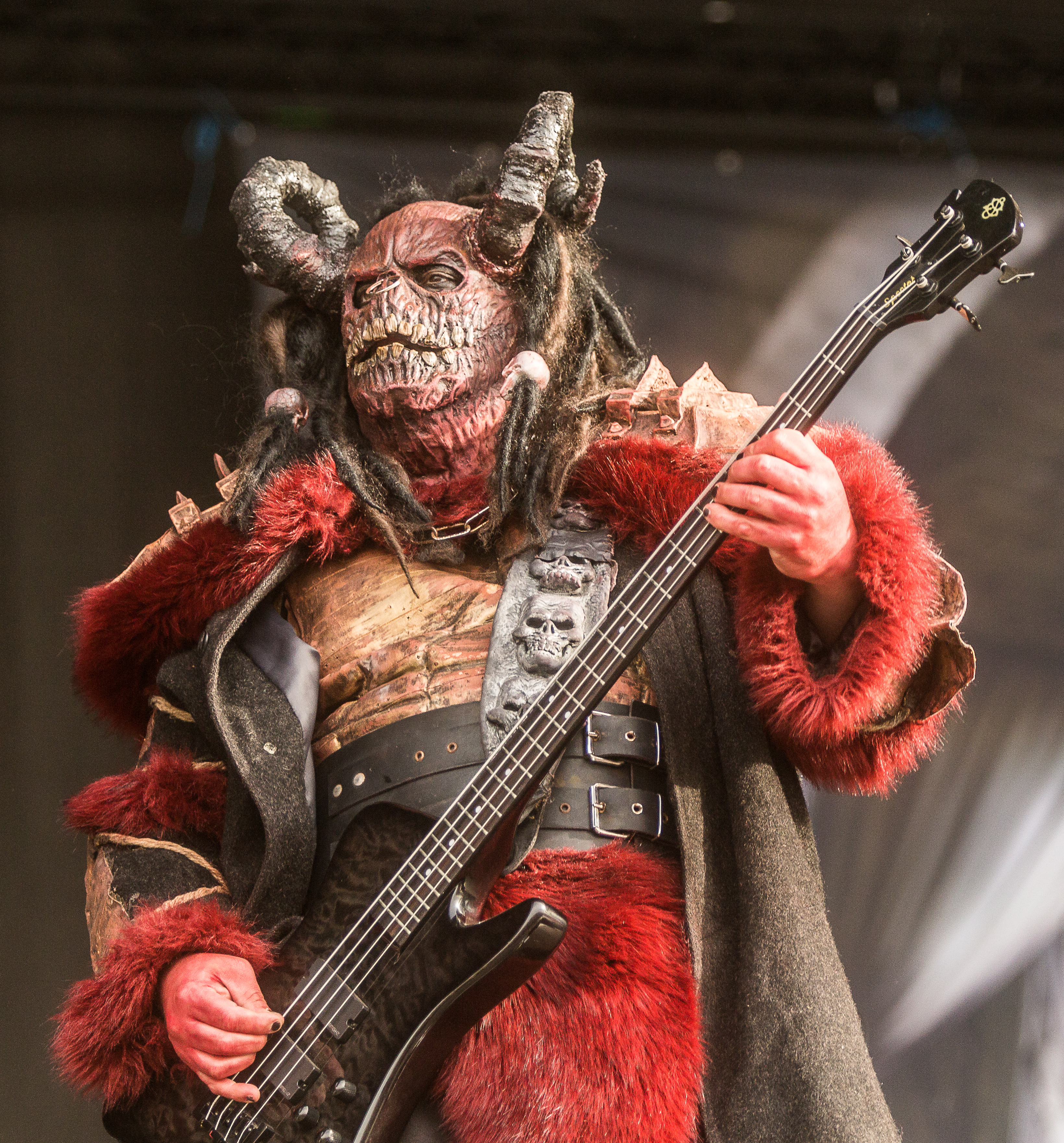
Samer el Nahhal, 2019.

Samer (uttalas Sa-mér, arabiska:سامر) är ett manligt förnamn i arabvärlden. Ordet betyder "person som är vaken på natten". I gamla Mesopotamien (dagens Irak) levde en man vid namnet Samer som reste runt till byar och träffade bybor som hade problem, det sägs att efter besöket hos Samer var de problemfria. Namnet associeras med lycka och glädje. Det är även ett kvinnonamn, I Sverige finns det (år 2009) 25 kvinnor och 491 män som bär namnet.
Namnsdag saknas.

## Berömda bärare
- Samer el Nahhal, medlem av det finska bandet Lordi